# Лэнза, Адам
А́дам Пи́тер Лэ́нза (англ. Adam Peter Lanza; 22 апреля 1992, Кингстон, штат Нью-Гэмпшир — 14 декабря 2012, Сэнди-Хук, штат Коннектикут) — американский массовый убийца, осуществивший массовое убийство в начальной школе «Сэнди-Хук», в результате которого погибли 27 человек и ещё два человека были ранены. Сам Лэнза застрелился на месте преступления.

## Биография
Адам Питер Лэнза родился 22 апреля 1992 года в городке Кингстон, Нью-Гэмпшир, США, в семье учительницы Нэнси Лэнзы и вице-президента компании GE Energy Financial Services Питера Лэнзы. Он был вторым ребёнком в семье, старший брат — Райан (род. 1988). Его родители поженились в 1981 году. Лэнза учился сначала в St. Rose of Lima Catholic School, а затем в Newtown High School. Обе школы он окончил с отличием. В 1998 переехал с семьёй в городок Сэнди Хук. В 2005 году у Лэнзы диагностировали синдром Аспергера — лёгкую форму аутизма, которая характеризуется плохой социализацией и нормальным интеллектом. Сам Адам отрицал наличие у себя каких-либо психических заболеваний, однако имел ярко выраженную тенденцию постоянно мыть руки и менять носки. Он все время одевался в одинаковую одежду, о чем свидетельствуют немногочисленные знакомые и обнаруженный в доме гардероб. Данные черты поведения были признаками диагностированного в раннем детстве ОКР. Отец Лэнзы позже говорил, что Адам мог иметь шизофрению. 
В школе Лэнзу серьёзно не обижали, хотя могли иногда подшучивать над ним. Он был одиночкой и постоянно проявлял повышенную тревожность. Некоторые ученики вспоминали, что он был очень замкнутым и очень много интересовался видеоиграми. Одной из любимых игр была Dance Dance Revolution: Mario Mix. Мать Лэнзы подала на развод 24 ноября 2008 года, который был завершён в сентябре 2009. После этого Адам остался жить в доме у матери, а его старший брат переехал в свой дом в Нью-Гэмпшире в 150 километрах от начальной школы. Существует информация, что летом 2012 года у Лэнзы был реальный друг, личность которого не разглашается. Вместе с этим другом он посещал кинотеатр в городе Данбери, где играл в Dance Dance Revolution. В открытом доступе в интернете есть по меньшей мере четыре видео игры Адама. По воспоминаниям администратора кинотеатра, он мог танцевать без остановки часами. Приходилось выключать автомат, поскольку Лэнза никак не реагировал на просьбы остановиться. Вскоре у Лэнзы, по всей видимости, произошёл конфликт с другом и он совсем перестал покидать дом.
В подростковые годы (примерно с 2006) Лэнза был активным посетителем интернет-форумов, посвящённых массовым убийствам. Он составил таблицу, содержавшую сведения о как минимум 401 нападении, произошедшем с 1786 года. В 2011 году Адам звонил на радиостанцию Anarchy Radio, где, представившись Крэгом, заявил о своём сочувствии Трэвису — шимпанзе обыкновенному, который воспитывался в человеческой семье и в порыве гнева напал на подругу хозяйки, пожизненно изуродовав ее.
В 2008 и 2009 годах посещал занятия в Западном университете штата Коннектикут: три курса информатики (за два из них получил «пять» и за один «пять с минусом»), история Америки (пять с минусом), введение в этические теории («тройка»), а также был записан на курсы матанализа, однако, неизвестно, посещал ли он их.
В 2010 году Лэнза окончил школу, после этого никуда не поступил и не работал. Его мать была коллекционером оружия, и именно на её имя был зарегистрирован арсенал, с помощью которого Лэнза устроил бойню. В последнее время мать убийцы работала неполный рабочий день и в основном жила на 240 000 долларов ежегодных алиментов, выплачиваемых отцом Лэнзы. Мать Лэнзы чувствовала, что теряет своего младшего сына, о чем oнa говорила за некоторое время до стрельбы родственникам и друзьям.
Лэнза не был судим и не имел проблем с правоохранительными органами. 12 декабря 2012 года Лэнза попытался приобрести полуавтоматическую винтовку 22 калибра в местном магазине оружия, но ему было отказано, так как он отказался проходить стандартную проверку ФБР, которая длится 10 дней.
Согласно свидетельству друга семьи, Адам Лэнза был веганом, так как утверждал, что «не желает причинения страданий животным». На момент нападения Лэнза весил всего 50 килограмм при росте 182 сантиметра. Адам почти наверняка имел нервную анорексию и всегда просил мать подавать еду только на отдельных видах тарелок, в противном случае — отказывался есть.
Также существует информация о том, что Адам Лэнза редактировал статьи в Википедии (под никами Kaynbred и Blarvink), в том числе связанные с массовыми нападениями.

## Преступление
Утром в пятницу 14 декабря 2012 года 20-летний Адам Лэнза, застрелив спящую в своей постели мать и вооружившись полуавтоматическим карабином Bushmaster XM-15 .223, пистолетом Glock, пистолетом SIG Sauer и дробовиком Сайга-12 (найден позже в машине, не использовался), приехал около 9:30 утра по местному времени к начальной школе «Сэнди-Хук». Лэнза прострелил окно, миновав закрытую на ключ дверь. Ворвавшись в здание в 9:35, он застрелил двух сотрудников школы, отозвавшихся на звуки выстрелов. Затем, Лэнза в сумме застрелил 20 учеников, (двое из которых позже скончались в больнице), а также четырёх учителей, находящихся в классных комнатах во время атаки. Услышав приближение правоохранительных органов, Лэнза совершил самоубийство в одном из классов.

## После смерти
Питер Лэнза, отец стрелка, отказался сообщать о месте захоронения тела сына. В январе 2013 представитель Коннектикутского центра здоровья сообщила о том, что проводится исследование ДНК Адама Лэнзы, которое будет завершено к концу месяца. Через некоторое время после стрельбы стало известно, что Лэнза разбросал патроны и магазины по территории школы, количеством всего 670 единиц, в то время как в школе проходили обучение около 600 учеников, полиция считала, что он собирался убить намного больше людей. 
В 2021 году был обнаружен YouTube-канал CulturalPhilistine, предположительно принадлежавший Лэнзе. Канал содержал около шести часов монологов Адама, в которых он рассуждал об антинатализме, религии, педофилии и собственных переживаниях. Некоторые видео, опубликованные там почти полностью отражали идеи, описанные в сочинениях Адама Лэнзы, обнаруженных ФБР на его компьютере. Канал был заблокирован менее чем через 24 часа.